# ألم وجهي فموي

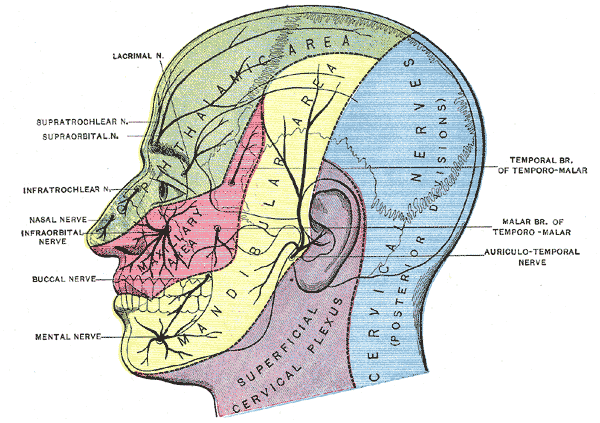
مخطط يوضح آلام الوجة الفموي

الألم الوجهي الفموي مصطلح عام يغطي أي ألم يتوضع في الفم والفكين والوجه. يعتبر الألم الوجهي الفموي عرض شائع وله عدة أسباب.
يندرج الألم الوجهي الفموي تحت تخصص طب الأسنان الذي يشمل تشخيص وتدبير وعلاج اضطرابات الألم في الفك والفم والوجه والمناطق المرتبطة بها. تشمل هذه الاضطرابات من حيث صلتها بالألم الوجهي الفموي، على سبيل المثال لا الحصر، اضطرابات العضلات والمفاصل الصدغية الفكية، واضطرابات حركة الفك، واضطرابات آلام الأعصاب والأوعية الدموية، والصداع، واضطرابات النوم.

## التشخيص
قد يكون تشخيص الألم الوجهي الفموي صعبًا ويتطلب فحوصات متعددة ومعرفة التاريخ المرضي. يجب معرفة تاريخ الألم إذ يشير إلى الفحوصات الأخرى المطلوبة.
يتطلب التشخيص الصحيح للألم الوجهي الفموي تاريخًا مفصلًا عن الألم يتضمن:
- موقع الألم
- التوقيت
- المدة
- الأعراض المرافقة
- العوامل المحرضة والمخففة له
- وصف نمط الألم، سواء كان مستمرًا أو شديدًا أو خافقًا أو حارقًا أو واخزًا أو نابضًا.

تشمل المعلومات والاختبارات الأخرى ما يلي:
- التاريخ الطبي الكامل
- التاريخ السني الكامل
- التاريخ الاجتماعي الكامل
- فحص طبي بالعيادة
- الفحص الشعاعي

## التدبير
هناك حاجة إلى نهج متعدد التخصصات لاضطرابات الألم الوجهي الفموي التي تشمل كل من الأساليب غير الدوائية والدوائية التي يمكن تطبيقها بشكل نوعي بحسب الاضطراب. يمكن أن تشمل الأساليب غير الدوائية المعالجة الفيزيائية والدعم النفسي للسيطرة على آلام الوجه بشكل فعال وتقليل الأثر السلبي على نوعية الحياة والأداء اليومي. تبين أن إجراءات التدبير الذاتية، مثل التثقيف، واسترخاء وضعية الفك، والتوعية الذاتية المعرفية أو السلوكية، حسنت النتائج طويلة الأمد للمرضى الذين يعانون من الألم الوجهي الفموي، وخاصةً الذين يعانون من خلل المفصل الصدغي الفكي. يعد العلاج الذاتي بحاصرات العقد الوتدية الحنكية طريقة ممتازة لتدبير مجموعة متنوعة من حالات الألم الوجهي الفموي.
غالبًا ما يتطلب الألم الوجهي الفموي المزمن (الذي يستمر لأكثر من 12 أسبوعًا) الإحالة إلى فرع متخصص من الطب أو طب الأسنان أو استمرار العلاج في مركز الرعاية الأولية، إذا فشلت الطرق الأخرى في السيطرة على الأعراض.
- إحالة إلى أخصائي جراحة الفم والوجه والفكين لتدبير خلل المفصل الصدغي الفكي
- إحالة إلى مقدمي الرعاية الأولية لتدبير الصداع التوتري
- إحالة إلى أخصائي عصبية لتدبير الصداع النصفي والصداع العنقودي
- إحالة إلى أخصائي الأنف والأذن والحنجرة لتدبير التهاب الجيوب وآلام منتصف الوجه

## علم الأوبئة
يعد الألم الوجهي الفموي مشكلة شائعة. مثلًا، في الولايات المتحدة، قدر أحد التقارير أن 22% من عامة السكان عانوا من أحد أشكال آلام الوجه في مرحلة ما خلال فترة الستة أشهر قبل استجوابهم، كان ألم الأسنان السبب الرئيسي لدى نسبة 12% منهم. في المملكة المتحدة، أفاد 7% من عامة السكان بوجود درجة ما من الألم الوجهي الفموي المزمن. تشير تقارير أخرى إلى انتشار خلل المفصل الصدغي الفكي بنسبة 10-15% بين عموم السكان.
وجدت مراجعة منهجية تبحث في انتشار الألم الوجهي الفموي أن أعلى نسب الانتشار كانت للألم عند فتح الفم (21-49%)، وألم العضلات (17-97%)، وآلام المفاصل (5-31%).